# Badnjak
Badnjak, Badnji dan ili Badnja večer je naziv dana prije Božića u kršćanskom kalendaru. »Badnjak« je također ime za drvo koje se pali na ognjištu na Badnji dan. Na Badnjak se uređuje kuća za Božić te se kiti božićno drvce. Tradicionalno se na Badnjak posti, iako Katolička Crkva post ne smatra obveznim.
Po gregorijanskom kalendaru Badnjak pada 24. prosinca te ga toga dana slave u katoličanstvu i protestantizmu. Po julijanskom kalendaru Badnjak pada također 24. prosinca, međutim to je 6. siječnja po gregorijanskom kalendaru te ga toga dana slave u nekim pravoslavnim crkvama.
Na sam su se Badnjak ukućani rano ustajali, a žene su napravile božićni objed, pospremile dom i pripremale nemrsnu hranu za večeru, jer se na Badnjak posti. Uglavnom se jela riba, često bakalar, pekao kruh koji bi bio na stolu sve do blagdana Sveta tri kralja, a njegova je veličina simbolizirala obilje naredne godine. Muškarci su pak hranili stoku koja je također trebala biti spokojna zbog božićnih svetkovina, a također su pripremali drva za ogrjev i nabavljali hranu koju bi domaćice potom pripravljale. Nakon večere odlazilo bi se na tradicionalnu misu, tzv. polnoćku, na kojoj bi se dočekao Božić.

## Ime
Smatra se da je pojam „badnjak” povezan s riječju badanj i po tome bi panj badnjak bio u svezi s drvom za badanj. Prema drugoj teoriji naziv je povezan sa staroslavenskim glagolom „bdjeti” jer se na taj dan bdjelo čekajući Isusovo rođenje. Također, može se izvesti od pridjeva „badar” u smislu – razbuditi se, biti budan.

## Običaji

### Badnja večera
Badnja večera sastoji se od posne, ali bogate trpeze. Nakon blagoslova i molitve, na jelovniku će se naći riba, salata od graha, krumpir, kiseli kupus. Posebno priređena jela obilježena su kršćanskim simbolima, a blagovanje je pak isprepleteno božićnim nazdravicama i običajima koji su usmjereni društvenom i gospodarskom dobru članova obitelji. Glavno jelo je u pravilu bakalar, ili u nedostatku bakalara, i neka druga vrsta ribe, morske ili slatkovodne poput sardina, pastrve, orade, brancina, šarana i sl., ovisno o regiji. Bakalar se priprema “na bijelo”, kao namaz ili na lešo. Priprema li se kao namaz, u još topli, očišćeni bakalar umiješa se maslinovo ulje te se začini češnjakom, peršinom, solju i paprom. Također, poslužuje se bakalar s povrćem, na crveno ili složenac od bakalara.
Večera protječe u miru i tišini, često uz svjetlost svijeća. U nekim krajevima peku se dva različito ukrašena kruha; jedan za Badnjak, a drugi za Božić. Drugdje se peče samo jedan kruh koji na stolu treba biti od Badnjaka do Sveta tri kralja, a ovisno o podneblju se naziva česnica, litanja, božić, krsnica, križica. Njegova veličina je znak obilja u idućoj godini. Na Badnju večer, noć pred Božić peče se pečenica za sutrašnji blagdan. Nekada je na Badnjak po crkvenim pravilima bio strogi post i nemrs, ali više nije tako zapovijeđeno i dozvoljeno je jesti meso i ne postiti. U službenom crkvenom zakoniku ne navode se dani došašća, pa ni Badnji dan, kao izričiti pokornički dani, što znači da Badnji dan nije određen kao dan u koji bi bio obvezan post. Stari ljudi pamte da je i Badnji dan bio i službeno određen kao dan na koji se obvezno treba postiti, no reformom liturgije i discipline u Katoličkoj Crkvi na Drugom vatikanskom koncilu ta je odredba ukinuta.
Badnji dan je pun rituala i simbolike, živopisnih radnji. Domaćin pozdravlja ukućane pozdravom koji naviješta skori Božić "Hvaljen Isus! Dobro vam došla badnja večer"! Na taj pozdrav slijedi odgovor: "I s tobom zajedno!" Negdje je pozdrav bogatiji sadržajem: "Hvaljen vam bio Isus i Marija. Čestita vam Badnjica!" Odgovor glasi: "Čestita ti bila i duša, svitla obraza ko i do sada!"
Tijekom dana, domaćica u jednu posudu stavlja razne vrste žitarica, suhih šljiva, oraha i jabuka i to sve stoji na stolu, gdje se večera. Ponegdje se posuda stavi i kod ognjišta. Žitom iz posude posipa se badnjak, slama i položajnik. Položajnik je ritualni gost, prvi posjetitelj koji dolazi u kuću jednom godišnje za vrijeme zimskih blagdana, do Bogojavljenja (Sv. Tri kralja) i vjerovalo se, da donosi kućanstvu sreću, rodnost i bogatstvo. Obred je poznat kod Slavena.
Pred večer domaćin unosi badnjak i slamu u kuću. Slama se tumači kao sjećanje, da se Isus rodio na slami, čime je simbol jasli u betlehemskoj spilji. U prošlosti se večeralo na slami na kućnom podu, pa se zato i danas, ispod stola za kojim se večera na Badnjak, stavi malo slame. Loženje badnjaka je u vezi s ognjem i ognjištem. Loženje badnjaka je središnji element simbolike rađanja novog sunca, jer je i Badnji dan odmah poslije ravnodnevice. 

### Slama
Slama se u Podravini donosi u plahti, a u okolici Petrinje u košari. Slama bi se postavila pod stolom pjevajući božićne pjesme. Često su žene izvlačile slamke, koja bi uhvatila dužu, imala bi veću i bolju preslicu. Od ostatka slame pravili su se vijenci i snopovi, koji su simbolizirali plodnost i dobar urod ili bi se slama postavila na stol prekrivena, najčešće bijelim, stolnjakom. Na slami se sjedilo i pričalo sve do odlaska na misu polnoćku, a često se po noći na njoj i spavalo, simbolizirajući samog Isusa.
Važnu ulogu ima i božićno zelenilo, premda je na selu manje zastupljeno od slame. Važan simbol je i božićno žito. Na jugu Dalmacije i Hercegovine, raznim grančicama ukrašava se unutrašnjost kuća. Na Pelješcu se badnjak okiti ružmarinom, maslinom i lovorom te prelije vinom i pšenicom. Pjeva se: "Gombin, gombinje, zdravje i veseje, dušam na spasenje".

### Božićno drvce
Tradicionalno, božićna se drvca ukrašavaju na Badnjak (24. prosinca), a iznose se na prvu nedjelju nakon bogojavljenja na blagdan Krštenja Gospodinova kada i završavaju božićni blagdani. S vjerojatnim podrijetlom u europskim predkršćanskim kulturama, božićno drvce ima dugu povijest te je u različitim kulturama postalo uobičajen zimski prizor. Božićno drvce jedna je od najpoznatijih i najpopularnijih tradicija koje se povezuju s proslavom Božića. 
Ukrašavanje božićnog drvca počelo je najvjerojatnije u Njemačkoj u 18. stoljeću, a potom se proširilo po svijetu. Brojni se gradovi i zemlje zalažu za prvenstvo u kićenju božićnog drvca, ali prava domovina ovog običaja nije poznata. Premda je kićenje božićnog drvca stari običaj, u hrvatskim krajevima on nije bio raširen sve do sredine 19. stoljeća. To je obično zimzeleno stablo koje se unosi u dom ili se postavlja na otvorenom, a tijekom dana oko Božića ukrašava se kuglicama, slasticama te božićnim lampicama, malim raznobojnim svjetiljakama, dok su se prije češće ukrašavala svijećama. Na vrh drvca često se postavljaju anđeo ili zvijezda repatica koja predstavlja Betlehemsku zvijezdu iz priče o rođenju Isusa Krista.

### Panj badnjak
Od badnjega jutra do odlaska na polnoćku središnji motiv u običajima na hrvatskim područjima bilo je drvo badnjak. Običaj paljenja badnjaka spominje još biskup Martin iz Bracare u Španjolskoj (6. st.). Najstariji spomen paljenja badnjaka kod Hrvata nalazi se u dubrovačkom Statutu „Liber statutorum ciuitatis Ragussi” (1272.). U njemu se spominju pomorci koji na Badnjak donose i u vatru polažu panj te za to bivaju nagrađeni.
U hrvatskoj tradicijskoj kulturi postoje dvije vrste drva badnjaka. Jedna kao grana hrasta koji se palio na badnjak. Postojala je i druga vrsta badnjaka, u obliku grane koja se ukrašavala i stavljala na ulazna vrata kuće. Tri badnjaka označavala su Presveto Trojstvo: Oca, Sina i Duha Svetoga. Najveći je bio onaj koji označava Oca te se prvi nosio na vatru. Ispod tri badnjaka stavljao se manji četvrti komad drveta koji se nazivao podložnjak koji je označavao Crkvu Kristovu. Kada bi se badnjaci naložili, posipala se slama po kući i po badnjacima što je podsječalo na Isusovo rođenje u štali. Prema badnjaku se odnosilo kao prema živom biću, posipalo ga se pšenicom, zalijevalo vinom, a davali bi mu i ostatke hrane.

### Polnoćka
Polnoćka ili misa polnoćka katoličko je misno slavlje kojim započinje Božić. Slavi se noću (obično u ponoć ili u večernjim satima Badnjaka-dječja polnoćka) 24. – 25. prosinca, u čast rođenja Isusa Krista. Prije početka sv. mise često se organizira molitveno-meditativno bdijenje s prigodnim programom.
U crkve na polnoćke tradicionalno dolaze i brojne obitelji s djecom. Općenito dolazi više vjernika nego inače tijekom nedjeljnih svetih misa. U katedralama, misu polnoćku predvode biskupi uz prigodne propovijedi, a obično se misa prenosi i putem medija kao što su televizija i radio. Bog dolazi svijetu. To je prva tajna svete noći, čudo Božića.
Pjevaju se božićne pjesme kao primjerice Radujte se narodi i Tiha noć te druge. Nakon mise, vjernici jedni drugima čestitaju Božić. Nekada su momci poklanjali jabuke djevojkama, a nakon toga odlazilo se kući i obitelj je Božić provodila u molitvi, pjesmi, igri i veselju.

### Kolenda
Kolenda je stari običaj čestitanja. Kolendari obilazeći ulice, kuće i stanove pjesmom (kolendom) nazdravljaju Badnji dan, i čestitaju nadolazeći Božić i Novu godinu. Kolendari mogu nositi i razne glazbene instrumente, najčešće mandoline, gitare i harmonike, čijim sviranjem uljepšavaju kolendu.
Običaj kolendavanja očuvan je u Dubrovniku i okolici do danas, a kolenda se pjeva u noći Badnjaka i Stare godine. Današnje kolendavanje očuvano je u promijenjenom obliku, a najomiljenije je kod djece, no i grupe odraslih kolendara u ove dane pjesmom na Stradunu i starim gradskim ulicama svojim sugrađanima i gostima čestitaju blagdane.
Na prijelazu u 19. stoljeće kolendari su uoči dana pojedinih svetaca te Božića, Nove godine ili Sveta tri kralja pjevale kolende na ulicama i pred vratima prijatelja ili rodbine. Grupe kolendara su obično pjevale cijelu noć, a domaćini su ih častili suhim smokvama, narančama, rogačima, raznim slasticama, sokovima, vinom, rakijom, a u novije vrijeme i novcem.

### Članci
- Dragić, Marko. 2008. Drvo badnjak u kršćanskoj tradicijskoj kulturi. Crkva u svijetu. Sveučilište u Splitu - Katolički bogoslovni fakultet. Split. 43 (1): 67–90